# 赫魯茨卡霍夫特瓦河
赫魯茨卡霍夫特瓦河（烏克蘭語：Грузька Говтва），是烏克蘭的河流，流經波爾塔瓦州，屬於霍夫特瓦河的右支流，發源自科洛佳日內東北面，河道全長68公里，流域面積573平方公里。